# Carlo Maria Pintacuda
Carlo Maria Pintacuda, né le 18 septembre 1900 à Florence et mort le 8 mars 1971 à Buenos Aires, est un pilote automobile italien.

## Biographie
Carlo Maria Pintacuda naît le 18 septembre 1900 à Florence. Il débute par la compétition automobile en 1925 aux côtés des autres pilotes florentins de sa génération, Emilio Materassi, Gastone Brilli-Peri, Clemente Biondetti et Giulio Masetti.
Il s'impose dans quelques épreuves mineures en Italie (tels la Coupe de Pérouse en 1926 en catégorie Sport, ou le circuit de S. Rossore en 1927, déjà sur Alfa Romeo) mais, sans le sou, se retire de la compétition en 1928. Alfa Romeo lui fait confiance pour les Mille Miglia 1929, en lui donnant le volant d'une Alfa Romeo 6C 1750. Bornigia, concessionnaire Lancia à Rome avec qui il a couru les Mille Miglia 1929, lui vend une Lancia Astura avec laquelle il s'impose au Tour d'Italie automobile 1934,.
Cette victoire le remet en selle et il est invité par la Scuderia Ferrari à tester l'Alfa Romeo P3. Avec des résultats convaincants, Enzo Ferrari prête à Pintacuda une de ses voitures pour les Mille Miglia 1935, qu'il remporte. Cette victoire lui permet d'intégrer l'écurie comme pilote officiel. Dès sa première saison chez Ferrari, il termine quatre fois troisième, à Bergame, Turin, Modène et Lucques.
En 1936, il enlève son premier podium de l'année en Tunisie (deuxième), remporte la victoire à São Paulo, puis à la Coppa Montenero (associé à Tazio Nuvolari) et obtient un nouveau podium à Lucques (deuxième),.
Il remporte à nouveau les Mille Miglia, en 1937, ainsi que le Grand Prix de Rio de Janeiro, réédite la performance pour ce dernier en 1938, assoit sa réputation de spécialiste des Mille Miglia (également 2e en 1938 et 3e en 1936, soit quatre podiums consécutifs pour dix participations) et devient particulièrement célèbre en Amérique du Sud avec trois victoires en Grand Prix en trois ans. Son nom devient synonyme de vitesse, et les « conducteurs fous » sont surnommés « Pintacudas ». Cette même année, il remporte également les 24 Heures de Spa,.
Après deux saisons 1939 et 1940 sans victoire (hormis en 1939 au Circuit dell'Impero, pour voitures de sport 1,5 l), puis la Seconde Guerre mondiale, Pintacuda ne voit pas son contrat avec Ferrari renouvelé : il quitte alors l'Italie pour l'Argentine. Enrico Platé, qui a fait le même choix, lui propose de piloter une vieille Maserati.
Pintacuda décide rapidement d'arrêter sa carrière de pilote pour fonder un magasin d'antiquités nommé La Spiga à Buenos Aires, où il meurt en 1971,.

## Résultats en Championnat d'Europe des pilotes
| Saison | Écurie           | Constructeur | Châssis | Moteur        | GP disputés | Victoires | Pole positions | Meilleurs tours | Points inscrits | Classement  |
| ------ | ---------------- | ------------ | ------- | ------------- | ----------- | --------- | -------------- | --------------- | --------------- | ----------- |
| 1936   | Scuderia Ferrari | Alfa Romeo   | 8C-35   | Alfa Romeo L8 | 1           | 0         | 0              | 0               | 28              | 18e ex æquo |
| 1937   | Scuderia Ferrari | Alfa Romeo   | 8C-35   | Alfa Romeo L8 | 1           | 0         | 0              | 0               | 36              | 20e ex æquo |

| Saison | Écurie           | Constructeur | Châssis | Moteur              | Course | Course | Course | Course | Course | Course | Course | Classement  | Points inscrits |
| Saison | Écurie           | Constructeur | Châssis | Moteur              | 1      | 2      | 3      | 4      | 5      | 6      | 7      | Classement  | Points inscrits |
| --- | ---------------- | ------------ | ------- | ------------------- | ------ | ------ | ------ | ------ | ------ | ------ | ------ | ----------- | --------------- |
| 1936 | Scuderia Ferrari | Alfa Romeo   | 8C-35   | Alfa Romeo 3,8 l L8 | MON Np | ALL Np | SUI Np | ITA 5e |        |        |        | 18e ex-æquo | 28              |
| 1937 | Scuderia Ferrari | Alfa Romeo   | 8C-35   | Alfa Romeo 3,8 l L8 | BEL Np | ALL Np | MON 9e | SUI Np | ITA Np |        |        | 20e ex æquo | 36              |
| Légende |                  |              |         |                     |        |        |        |        |        |        |        |             |                 |
| Légende (1931 / 1935-1939) - Vainqueur : 1 point - Deuxième : 2 points - Troisième : 3 points - Quatrième ou complété à plus de 75 % : 4 points - Complété entre 50 et 75 % : 5 points - Complété 25 et 50 % : 6 points - Complété à moins de 25 % : 7 points - N'a pas participé (np) : 8 points - Disqualifié (dsq) : 8 points - En gras : pole position - En italique : meilleur tour en course - * : voiture partagée Légende (1932) - Vainqueur : 1 point - Deuxième : 2 points - Troisième : 3 points - Quatrième : 4 points - Cinquième : 5 points - Autre partant : 6 points - Disqualifié (dsq) : 6 points - N'a pas participé (np) : 7 points - En gras : pole position - En italique : meilleur tour en course - * : voiture partagée |                  |              |         |                     |        |        |        |        |        |        |        |             |                 |